# Division d'élite
Cet article concerne la série télévisée. Pour la série de jeux vidéo, voir Tom Clancy's The Division.
Division d'élite (The Division) est une série télévisée américaine en 88 épisodes de 45 minutes, créée par Deborah Joy LeVine et diffusée entre le 7 janvier 2001 et le 28 juin 2004 sur Lifetime.
En France, la série a été diffusée à partir du 22 septembre 2003 sur Téva et en Belgique sur La Une. Elle fut également diffusée sur France 3. Elle reste inédite dans les autres pays francophones.

## Synopsis
La série met en scène une équipe de cinq femmes policiers dirigée par le capitaine Kate McCafferty et se concentre plus particulièrement sur les difficultés qu'elles rencontrent afin de concilier leurs vies professionnelle et personnelle.

## Distribution

### Actrices principales
- Bonnie Bedelia (VF : Ninou Fratellini) : Capitaine Kate McCafferty
- Nancy McKeon (VF : Françoise Rigal) : Inspecteur Jinny Exstead
- Lisa Vidal (VF : Cathy Diraison) : Inspecteur Magdalena « Magda » Ramirez
- Lela Rochon Fuqua (VF : Anne Dolan) : Inspecteur Angela Reide (saison 1)
- Tracey Needham (VF : Marine Jolivet) : Inspecteur Candace « C.D. » DeLorenzo (saisons 1 à 3)
- Amy Jo Johnson (VF : Annabelle Roux) : Stacy Reynolds (saison 4)
- Taraji P. Henson (VF : Laurence Sacquet) : Inspecteur Raina Washington (saisons 2 à 4)

### Acteurs récurrents
- Alex Rocco (VF : Saïd Amadis) : John Exstead Sr.
- D. B. Woodside (VF : Mathieu Buscatto) : Daniel Reide (saison 1)
- Jay Harrington (VF : Tanguy Goasdoué) : Theodore Blumenthal (saisons 1 et 2)
- Jose Yenque (VF : Christian Vadim) : Gabriel « Gabe » Herrera (saisons 1 à 3)
- Reggie Lee : Officier Jim Chang (saisons 1 à 3)
- Jon Hamm (VF : Constantin Pappas) : Inspecteur Nate Basso (saisons 2 à 4)
- Robin Thomas (en) (VF : Patrice Baudrier) : Louis Perillo (saisons 2 à 4)
- James Avery (VF : Philippe Catoire) : Charles Haysbert (saisons 2 et 3)
- David Sutcliffe : Dr Jonah Michaelson (saison 3)
- Dean Cain (VF : Stéphane Ronchewski) : Inspecteur Jack Ellis (saisons 3 et 4)
- Jon Tenney (VF : Guy Chapellier) : Hank Riley (saison 4)

Version française
Studio de doublage : S.O.F.I.
Direction artistique : Claudie Chantal & Michel Dodane
Adaptation : Marie Laroche
 Source et légende : version française (VF) sur RS Doublage

## Épisodes

### Première saison (2001)
1. La Nouvelle Recrue (Pilot)
2. Les Chemins du destin (There but for Fortune)
3. Pas de nouveau message (Seduced and Abandoned)
4. La Bavure (Forces of Deviance)
5. Solidarité (Mother's Day)
6. Secrets et mensonges (Secrets and Lies)
7. Victimes (The Fear Factor)
8. La vérité qui blesse (Don't Ask)
9. La Loi des armes (What Sharp Teeth You Have)
10. Mort sur ordonnance (Hero)
11. Une deuxième chance (Absolution)
12. Peur dans la ville (Faces in the Crowd)
13. Un père en colère (Partners in Crime)
14. Responsabilité (The Parent Trap)
15. Face à face (Deal with the Devil)
16. Un passé trouble (Obsessions)
17. Infiltration (The First Hit's Free, Baby)
18. Mères et filles (Mothers & Daughters)
19. Rédemption (Redemption)
20. Les diamants sont éternels (High on the Hog)
21. Meurtres en série (Virgin Territory)
22. Dérive (Intervention)

### Deuxième saison (2002)
1. À la recherche de Cendrillon (Spin Dry)
2. La Disparue (Shelby)
3. Trop d'amour tue l'amour (This Thing Called Love)
4. Mort d'une fille modèle (Insult to the Body)
5. Pardon et miséricorde (Forgive Me, Father)
6. Erreurs du passé (Journey)
7. Soupçons (A Piziori)
8. Cache-cache (Hide and Seek)
9. Dialogues avec les morts (Beyond the Grave)
10. Paradis artificiels (Angel Work)
11. Désespoir (Keep Hope Alive)
12. Illusions (Illusions)
13. Traumatisme (Remembrance)
14. Terrains minés (Unfamiliar Territory)
15. Liaisons suspectes (Welcome Home)
16. Secrets de famille (Brave New World)
17. Le Mariage (Secrets, Lies, And Weddings)
18. L'Insoutenable Vérité (Farewell My Lovelines)
19. Pleine lune (Full Moon)
20. Prise d'otages (Long Day's Journey)
21. Avant le déluge [1/2] (Before the Deluge [1/2])
22. Les Choses de la vie [2/2] (Sweet Sorrow [2/2])

### Troisième saison (2003)
1. Disparitions (Til Death Do Us Part)
2. Retrouvailles (Oh Mother Who Art Thou)
3. Crimes ou Passion ? (Bewitched, Bewildered & Bothered)
4. Meurtre en direct (Murder.com)
5. Violations (Testimonial)
6. Une vieille connaissance (Cold Comfort)
7. Les Autres (Strangers)
8. Le Prix de la liberté (Cost of Freedom)
9. À charge de revanche (Cradle Will Rock)
10. Calomnies (Radioactive Spiders)
11. Erreur de jugement (Rush to Judgment)
12. Abandonnée (Misdirection)
13. Pauvre Petite Fille riche (Rich Girl Poor Girl)
14. Mort en service (Wish You Were Here)
15. Sevrage difficile (Baby It's Cold Outside)
16. Sport à risque (Extreme Action Figures)
17. Vulnérable (Castaways)
18. Autopsie d'un meurtre (Body Double)
19. Diagnostics difficiles (Diagnosis)
20. La Vie, l'Amour, la Mort (Thus With A Kiss I Die)
21. À la croisée des chemins [1/2] (Hearts & Minds [1/2])
22. À la croisée des chemins [2/2] (Acts of Betrayal [2/2])

### Quatrième saison (2004)
Elle a été diffusée à partir du 11 janvier 2004.
1. Comme un chien enragé (Bite Me)
2. Une précieuse petite chose (Skips & Stones)
3. Le Bon Choix (What's Love Got to Do with It?)
4. Faire la différence (Play Ball)
5. La Corde raide (A Death in the Family)
6. Pile ou face (That's Them)
7. Un moment de panique (Rush for the Door)
8. Enfances brisées (Book of Memories)
9. Trafic (It's the Real Thing)
10. Une famille heureuse ? (The Fall of the House of Hayes)
11. Le Patriarche (As I Was Going to St Ives)
12. Escroquerie (Lost and Found)
13. Un lourd passé (The Kids Are Alright)
14. Un si long sommeil (Now I Lay Me Down to Sleep)
15. Les Vautours (Acts of Desperation)
16. Déséquilibres [1/2] (The Box [1/2])
17. L'Échange [2/2] (Crawl Space [2/2])
18. Premiers pas (Baby, the Rain Must Fall)
19. Tirs croisés (Hail, Hail, the Gang's All Here)
20. Complots de famille (Be Careful What You Wish For)
21. La Fin de l'innocence [1/2] (Zero Tolerance [1/2])
22. La Fin de l'innocence [2/2] (Somewhere in America alias Zero Tolerance [2/2])

## Commentaires
Le 4 août 2004, une semaine après la diffusion de la finale, Lifetime annule la série.